# Ябес, Максимо
Максимо Ябес (29 января 1932 -  26 февраля 1967) (род. Лодай, штат Калифорния) -  солдат армии США, сержант первого класса, удостоился посмертно медали Почёта, высочайшей военной награды США за свои действия близ Фу Хоа Дон в Южном Вьетнаме в ходе Вьетнамской войны. Ябес отличился, прикрыв своим телом товарищей в бункере, отвёл двоих раненых в безопасное место, где им можно было бы оказать медицинскую помощь и уничтожил вражескую пулемётную позицию, после чего получил смертельное ранение.

## Биография
Ябес родился в Лодай, штат Калифорния. В его детские годы семья перебралась в Оукридж, штат Орегон, где он получил первичное и вторичное образования. В 1950 году он бросил Оукриджскую хай-скул и присоединился к армии США.
В 1967 году после 17 лет службы в армии Ябес служил сержантом первого класса. Он был приписан к роте А, четвёртого батальона, девятого полка, 25-й пехотной дивизии в Южном Вьетнаме. С января 1966 года дивизия размещалась на базе Ку Чи к северо-западу от Сайгона.
Рота А получила задачу охранять взвод армейских сапёров, прокладывавших бульдозерами полосу между деревней и плантацией с целью лишить вражеских снайперов прикрытия в виде джунглей и лишить их возможности устраивать засады.
26 февраля 1967 года волны Вьетконга атаковали позиции роты А. Вьетнамцы дудели в свистки и вели смертоносный огонь из автоматического оружия. Вьетконговцам удалось просочиться через колючую проволоку и забросать гранатами командный бункер. Ябес забежал в бункер и прикрыл его защитников своим телом, всё время получая многочисленные ранения осколками гранат. Затем Ябес переместился к другому бункеру и выстрелили из гранатомёта по противнику, остановив его проникновение через периметр. Ябес помогал двоим раненым товарищам и узнал, что вьетконговцы пронесли пулемёт внутрь периметра, что подвергало опасности всю позицию. Ябес атаковал вражеский пулемётный расчёт. Ему удалось уничтожить весь расчёт, после чего он упал, получив смертельное ранение. В ходе боя погибли 24 американских солдата и 113 вьетконговцев.
Министр армии Стэнли Ресо вручил медаль Почёта жене Ябеса и его детям на церемонии в Пентагоне в октябре 1968 года.

## Награды и почести
| A light blue ribbon with five white five pointed stars |
| Бронзовая звезда за службу                             |

| Медаль Почёта                                            | Пурпурное сердце                        | Медаль «За службу национальной обороне» |
| Медаль «За службу во Вьетнаме» с одной бронзовой звездой | Крест «За храбрость» с пальмовым листом | Медаль вьетнамской кампании             |

Значки
- Значок парашютиста
- Значок боевого пехотинца

Французский знак
- Fourragère cord

Тело сержанта первого класса Ябеса было погребено с полными военными почестями на национальном кладбище Форт-Логан в г. Денвер, штат Колорадо.
Граждане, предприниматели, организации Оукриджа, штат Орегон жертвовали рабочим временем, трудом и материалами для постройки памятника в честь Ябеса. Скульптор Тим Оутман создал памятник представляющий из себя фонтан, флаг и бронзовый бюст Ябеса на гранитном пьедестале. Памятник расположен в Оукридже в Гриуотерс-парке. Сам парк находится на восточной стороне Оукрриджа к югу от шоссе 58. В г. Эль-Пасо, штат Техас также почтили память Ябеса, назвав улицу в его честь. Имя Ябеса выбито на панели 15Е, 102-й линии мемориала ветеранов войны во Вьетнаме в г. Вашингтон.

### Наградная запись к медали Почёта
Максимо Ябес
Звание и часть: Первый сержант, армия США, роты A, 4-й батальон, 9-й пехотный полк, 25-я пехотная дивизия.
Место и дата: Близ Phu Hoa Dong, Республика Вьетнам, 26 февраля 1967.
Поступил на службу в: Юджин, Орегон
Родился: 29 января 1932, Лодай, Калифорния. 
За выдающуюся храбрость и отвагу [проявленные] с риском для жизни при выполнении служебного долга и за его пределами. Сержант первого класса Ябес отличился в роте А обеспечивавшей безопасность при проведении наземной операции по зачистке. Рано утром рота внезапно попала под плотный огонь из автоматического оружия и миномётов, после чего последовала атака противника силой до батальона с трёх направлений. Противник, проникнувший через оборонительный периметр атаковал бункер, [где размещался] командный пункт. Командный пункт попал под усиливающийся плотный вражеский огонь и оказался под опасностью захвата [противником]. Когда несколько гранат приземлились внутри бункера сержант первого класса Ябес выкрикнул предупреждение и прикрыл своим телом остальных находившихся в бункере. Несмотря на болезненные ранения от многочисленных осколков гранаты и несмотря на жестокий вражеский огонь по бункеру он оставался там, прикрывая отход оставшихся членов командной группы. Когда командная группа достигла новой позиции сержант первого класса Ябес пробрался через испепеляющий град вражеского огня к другому бункеру в 50 метрах. Там он подобрал гранатомёт у павшего товарища и выстрелили в упор по атакующим вьетконговцам, остановив их дальнейшее проникновение за периметр. Заметив двоих беспомощных раненых в простреливаемой [противником] области он перенёс их в более безопасное место, где им можно было оказать медицинскую помощь. Бой продолжался и Ябес заметил вражеский пулемёт внутри периметра, что ставило под угрозу всю позицию. По собственной инициативе он ринулся через открытую местность, атаковал пулемёт, уничтожил [пулемётный] расчёт и сам пулемёт и упал, получив смертельное ранение. Храбрые и самоотверженные действия сержанта первого класса Ябеса спасли жизни многих его товарищей и вдохновили его товарищей на эффективное отражение вражеского наступления. Его неукротимый боевой дух, необычайная храбрость и отвага, [проявленные] ценой его жизни поддержали высочайшие военные традиции и принесли высокую славу ему и вооружённым силам его страны.
Оригинальный текст (англ.)
MAXIMO YABES
Rank and organization: First Sergeant, U.S. Army, Company A, 4th Battalion, 9th Infantry, 25th Infantry Division.
Place and date: Near Phu Hoa Dong, Republic of Vietnam, February 26, 1967.
Entered service at: Eugene, Oregon
Born: January 29, 1932, Lodi, California. 
For conspicuous gallantry and intrepidity at the risk of his life above and beyond the call of duty. 1st Sgt. Yabes distinguished himself with Company A, which was providing security for a land clearing operation. Early in the morning the company suddenly came under intense automatic weapons and mortar fire followed by a battalion sized assault from 3 sides. Penetrating the defensive perimeter the enemy advanced on the company command post bunker. The command post received increasingly heavy fire and was in danger of being overwhelmed. When several enemy grenades landed within the command post, 1st Sgt. Yabes shouted a warning and used his body as a shield to protect others in the bunker. Although painfully wounded by numerous grenade fragments, and despite the vicious enemy fire on the bunker, he remained there to provide covering fire and enable the others in the command group to relocate. When the command group had reached a new position, 1st Sgt. Yabes moved through a withering hail of enemy fire to another bunker 50 meters away. There he secured a grenade launcher from a fallen comrade and fired point blank into the attacking Viet Cong stopping further penetration of the perimeter. Noting 2 wounded men helpless in the fire swept area, he moved them to a safer position where they could be given medical treatment. He resumed his accurate and effective fire killing several enemy soldiers and forcing others to withdraw from the vicinity of the command post. As the battle continued, he observed an enemy machinegun within the perimeter which threatened the whole position. On his own, he dashed across the exposed area, assaulted the machinegun, killed the crew, destroyed the weapon, and fell mortally wounded. 1st Sgt. Yabes' valiant and selfless actions saved the lives of many of his fellow soldiers and inspired his comrades to effectively repel the enemy assault. His indomitable fighting spirit, extraordinary courage and intrepidity at the cost of his life are in the highest military traditions and reflect great credit upon himself and the Armed Forces of his country.
— 